# Glauburg
Glauburg är en kommun och ort i Wetteraukreis i Regierungsbezirk Darmstadt i förbundslandet Hessen i Tyskland. Kommunen bildades 1 juli 1971 genom en sammanslagning av de tidigare kommunerna Glauberg och Stockheim.